# Lindstedt

Lage der Ortschaft Lindstedt in Gardelegen

Lindstedt ist ein Ortsteil der gleichnamigen Ortschaft der Hansestadt Gardelegen im Altmarkkreis Salzwedel in Sachsen-Anhalt.

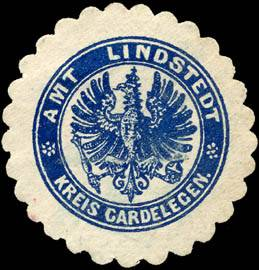
Siegelmarke Amt Lindstedt – Kreis Gardelegen

## Geografie

### Lage
Lindstedt, ein doppeltes Straßendorf mit Kirche, liegt 12 Kilometer nordöstlich von Gardelegen und 8 Kilometer südlich von Bismark in der Altmark im nördlichen Teil der Lindstedt-Trüstedter-Hochfläche. Östlich des Dorfes liegt der etwa 73 Meter hohe Heideberg. Im Südosten liegen der Böckenberg (60 Meter) und der Buchenberg (81 Meter).

### Ortschaftsgliederung
Zur Ortschaft Lindstedt gehören neben Lindstedt die Ortsteile Lindstedterhorst und Wollenhagen.

## Geschichte

### Mittelalter bis 20. Jahrhundert
Im Jahre 1329 wird Echardi de Linstede in einer Urkunde als Zeuge genannt.
1345 wurden von Markgraf Ludwig dem Altar in der Marienkirche in Gardelegen Einnahmen in villa Lindsted über Kornhebungen gewidmet.
Weitere Nennungen sind 1376 Linstede, 1400 Lynstede, 1508 lintstede und lindstete, 1473 linstede, 1513 Lintstede.
Der Historiker Rohrlach beschreibt die Besitzverhältnisse so: Vor 1329 bis 1795 gehörten Teile des Ortes denen von Lindstedt, nach Abtretung des letzten Namensträgers von Lindstedt an die Kinder seiner Schwester (einer verheiraten von Rhinow) 1795–1891 den von Rhinow beziehungsweise der Erbtochter, der seit 1876 verheirateten Freifrau von Nordeck, 1891 bis 1907 einer Familie Schröder. 1907–1945 gehörten Teile vom Dorf und das Gut und Gut Luthäne der Familie Vehring.
Während der Zeit des Dreißigjährigen Krieges wütete in Lindstedt die Pest. Die 5 Junkerhöfe und sämtliche Acker- und Kossatenhöfe bis auf 4 fielen wüst, sie waren also unbewohnt.
1686 wird eine Wassermühle am Mühlenbach erwähnt, die noch 1842 genannt wird. Reste des Mühlenbachs liegen heute südöstlich des Dorfes. 1711 wird ein Erbwindmüller genannt. Noch zu Beginn des 20. Jahrhunderts standen links des südlichen Weges nach Kassieck und am Heideberg eine Windmühle.
Das Gut im westlichen Teil des Ortes war im 19. Jahrhundert ein landtagsfähiges Rittergut.
Am heute nordöstlichen Ortseingang befand sich von 1900 bis 1921 ein Haltepunkt an der Strecke Groß Engersen–Vinzelberg der Altmärkischen Kleinbahn.
Bei der Bodenreform wurden 1945 wurden 193 Hektar enteignet. Davon sind 60,8 Hektar aufgeteilt worden: 26,6 Hektar gingen an 20 landarme Bauern, 27,5 Hektar an 19 landlose Bauern und Kleinpächter, 6,6 Hektar an einen Umsiedler. Außerdem wurden 117 Hektar Wald an die Bauern verteilt. Im Jahre 1959 entstand die erste Landwirtschaftliche Produktionsgenossenschaft vom Typ III, die LPG „Einigkeit“.

### Archäologie
Das Großsteingrab Lindstedt liegt 1½ Kilometer südlich des Dorfes.
An der Nordseite des Dorfes befindet sich im sumpfigen Gelände ein stark gestörter etwa 1½ Meter hoher ovaler Burghügel mit einem oberen Durchmesser von 10 × 13 Metern, der von einem etwa 5 Meter breiten Graben umgeben ist. Man vermutet hier den Standort einer Turmhügelburg, auch Motte genannt. Im Jahr 2009 wurde das Projekt „Turmhügelburg Lindstedt“ vorgestellt. Ziel ist die Rekonstruktion der Burganlage, bestehend aus Turmhügel und Vorburg an einer geeigneten Stelle im Bereich des Gutsareals.
Bei Grabungen im Jahre 2013 wurde ein rechteckiges festes Haus auf dem Hügel freigelegt. Der Archäologe Felix Biermann sagte: „Wir hatten nicht mit einer derart ausgedehnten Steinarchitektur gerechnet“. Die Archäologen legten ein Feldstein-Fundament frei, dazu zwei Öfen. Dabei handelt es sich wahrscheinlich um einen einstöckigen Fachwerkbau, der zu einem Herrensitz gehörte und der zwischen 1380 und 1450 genutzt wurde.

### Geologie
Unter dem Dorf erstreckt sich bis zur Bundesstraße 188 nach Südosten ein Braunkohlenflöz. Bis in die erste Hälfte des 20. Jahrhunderts wurde nördlich von Lindstedt nahe der Bahnlinie Braunkohle abgebaut. Eine Brikettfabrik erwies sich aufgrund der minderwertigen Qualität der Kohle als unrentabel. Der ehemalige Kohlenschacht ist in der Nähe des Torhauses des Gutes zu finden.

### Herkunft des Ortsnamens
Abgeleitet aus der Nennung 1329 Echardi de Linstede steht der Name für „Stätte der Linden“.

### Eingemeindungen
Ursprünglich gehörte das Dorf zum Stendalischen Kreis der Mark Brandenburg in der Altmark. Zwischen 1807 und 1810 lag es im Landkanton Gardelegen auf dem Territorium des napoleonischen Königreichs Westphalen. Ab 1816 gehörte die Gemeinde zum Kreis Gardelegen, dem späteren Landkreis Gardelegen.
Am 30. September 1928 wurde der Gutsbezirk Lindstedt mit der Gemeinde Lindstedt vereinigt – mit Ausnahme der Exklave Luthäne, die mit der Gemeinde Hottendorf vereinigt wurde.
Die Gemeinde Lindstedt wurde am 25. Juli 1952 in den neuen kleineren Kreis Gardelegen umgegliedert. Nach dessen Auflösung kam sie am 1. Juli 1994 zum Altmarkkreis Salzwedel. Bereits am 1. Januar 1974 wurden die Gemeinden Lindstedterhorst und Wollenhagen aus dem Kreis Gardelegen in die Gemeinde Lindstedt eingemeindet.
Am 1. Januar 2011 wurde die bis dahin selbstständige Gemeinde mit den Ortsteilen Lindstedterhorst und Wollenhagen zusammen mit 17 weiteren Gemeinden per Landesgesetz in die Hansestadt Gardelegen eingemeindet.  In der eingemeindeten Gemeinde und nunmehrigen Ortschaft Lindstedt wurde ein Ortschaftsrat mit acht Mitgliedern einschließlich Ortsbürgermeister gebildet.

### Einwohnerentwicklung

#### Dorf und Gut
| Jahr           | 1790 | 1798 | 1864 | 1871 | 1885 | 1895 | 1905 |
| Dorf Lindstedt | 210  | 215  | 728  | 607  | 606  | 628  | 598  |
| Gut Lindstedt  | 081  | 126  | 042  | 067  | 058  | 035  | 052  |

#### Gemeinde/Ortsteil
| Jahr | Einwohner |
| ---- | --------- |
| 1734 | 170       |
| 1772 | 260       |
| 1801 | 295       |
| 1818 | 268       |
| 1840 | 526       |
| 1925 | 666       |

| Jahr | Einwohner |
| ---- | --------- |
| 1939 | 547       |
| 1946 | 787       |
| 1964 | 578       |
| 1971 | 602       |
| 1981 | 746       |
| 1993 | 709       |

| Jahr | Einwohner |
| ---- | --------- |
| 2006 | 589       |
| 2009 | 563       |
| 2012 | [00]354   |
| 2017 | 361       |
| 2021 | [0]316    |
| 2022 | [0]307    |

Quelle, wenn nicht angegeben, bis 2006:

## Religion
- Die evangelische Kirchengemeinde Lindstedt gehörte früher zusammen mit Kirchengemeinden Lindstedterhorst und Seethen zur Pfarrei Lindstedt.[21] Sie wird heute betreut vom Pfarrbereich Lindstedt im Kirchenkreis Salzwedel im Propstsprengel Stendal-Magdeburg der Evangelischen Kirche in Mitteldeutschland.[22]
- Die ältesten überlieferten Kirchenbücher für Lindstedt stammen aus dem Jahre 1682.[23]
- Im Pfarrerbuch der Kirchenprovinz Sachsen werden für Lindstedt als erste Pfarrer aufgeführt: Andreas Gaedecke (um 1537), danach Johann Schinemann (1538–1560) und Heinrich Koch (1561–1568).[24] Bauke behauptet: „Pfarrer von Lindstedt und seinen Filialen waren seit der Reformation: Johann Klusemann, der die Augsburgische Confession unterschrieb, von 1538-1560, Heinrich Koch 1561-1568…“[25] Parisius und Brinkmann schrieben 1897: „Wenn man Bauke trauen darf, hätten Lindstedt, Lindstedterhorst und Sethen schon 1538 einen evangelischen Pfarrer gehabt. Vermutlich ist der dort genannte Johann Klusemann zur Reformation übergetreten.“[7]
- Die katholischen Christen gehören zur Pfarrei St. Anna in Stendal im Dekanat Stendal im Bistum Magdeburg.[26]

## Politik

### Ortsbürgermeister
Siegfried Jordan ist Ortsbürgermeister der Ortschaft Lindstedt. Letzte Bürgermeisterin der ehemals selbstständigen Gemeinde Landstedt war Kati Lembke. Sie war bis zum 1. Juni 2014 Ortsbürgermeisterin.

### Ortschaftsrat
Die Ortschaftsratswahl am 26. Mai 2019 ergab folgende Sitzverteilung:
- Wählergemeinschaft Region Lindstedt, 6 Sitze
- CDU, 2 Sitze

Gewählt wurden 5 Ortschaftsrätinnen und 3 Räte.

### Wappen
Das Wappen wurde am 29. August 1939 durch den Oberpräsidenten der Provinz Sachsen verliehen.
Blasonierung: „In Gold drei (2:1) schwarze Wolfsangeln.“
Das Wappen wurde von dem Magdeburger Staatsarchivrat Otto Korn gestaltet.

## Kultur und Sehenswürdigkeiten

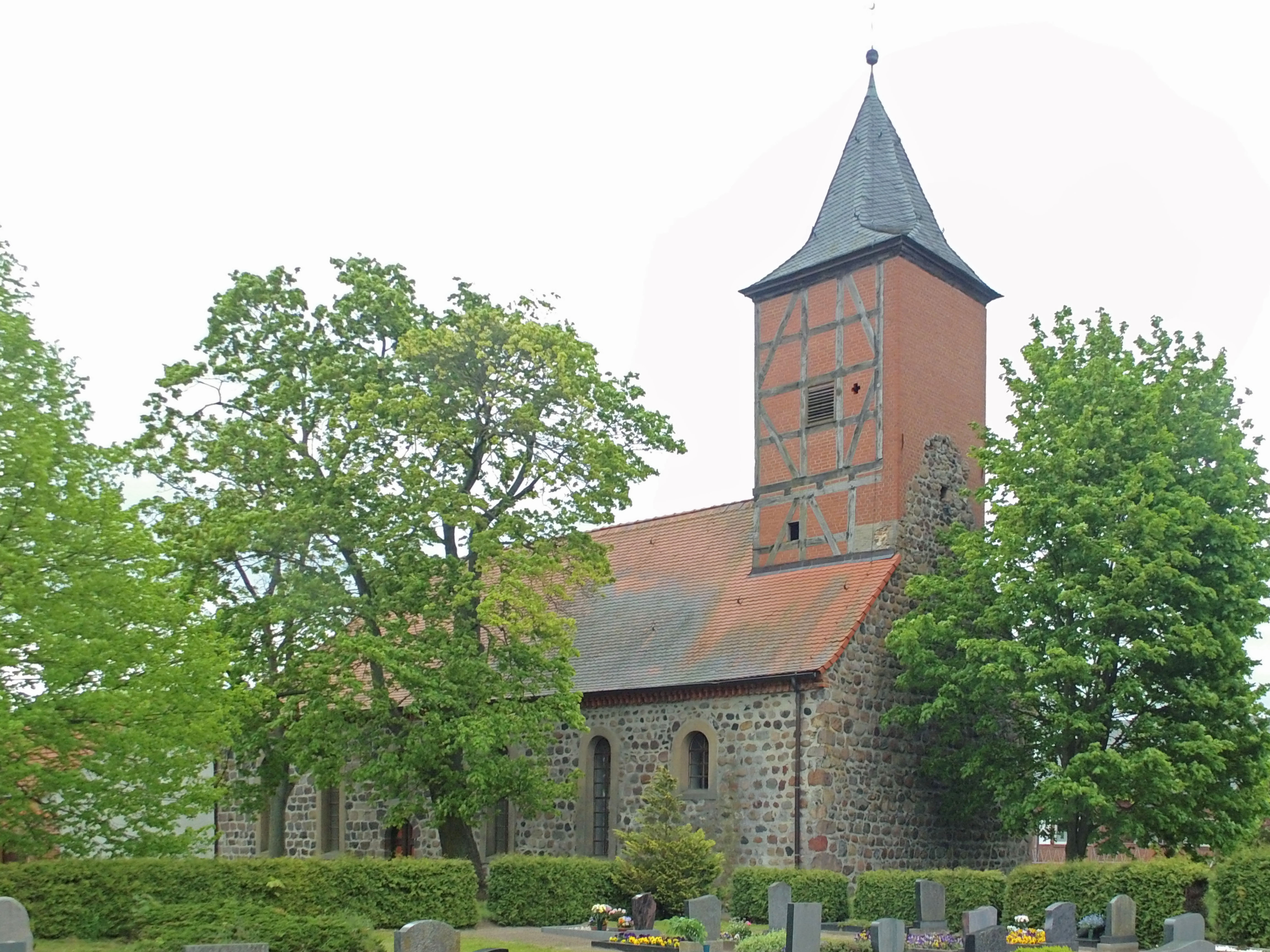
Kirche

- Die evangelische Dorfkirche Lindstedt, ein ursprünglich romanischer Feldsteinbau, wurde 1854 umfassend restauriert. Es wurden große Fenster eingebrochen. Über dem Westteil befindet sich eine Fachwerkdachreiter. An der Nordseite sind noch Reste romanischer Fenster erkennbar.[29]
- Das ehemalige Rittergut Lindstedt steht unter Denkmalschutz. Das Gutshaus wird seit vielen Jahren als Kindertagesstätte genutzt.[15]
- Der Ortsfriedhof ist auf dem Kirchhof.
- Im nördlichen Teil der Kirchhofsmauer ist ein mittelalterliches Sühnekreuz eingemauert.[30]
- An der Friedhofsmauer vor der Kirche in Lindstedt steht ein Denkmal für die Gefallenen des Ersten und Zweiten Weltkrieges, ein quadratisches Steindenkmal auf einem Feldsteinsockel mit einer steinernen Kugel oben.[31]

## Vereine
- SV Wacker 1912 Lindstedt e. V.
- Der Förderverein „Historische Region Lindstedt“ e. V. hat seit 2006 Gutshaus, Scheune, Torhaus und Backhaus nach und nach erworben und einer neuen Nutzung zugeführt.[15]

## Wirtschaft
Die Ökonomie des Ortes beruht hauptsächlich auf der Landwirtschaft. In Richtung Ortsausgang Norden, zum Gemeindeteil Lindstedterhorst befindet sich Sekundärindustrie in Form des Betonwerk Lucas.

## Sagen aus Lindstedt

### Kobolde
Friedrich Krüger überlieferte im Jahre 1865 diese Sage aus Lindstedt: Dem Besitzer eines kleinen Kossatengutes ging es recht gut, das konnte nicht mit rechten Dingen zugehen. Man sagte, er hätte Kobolde als Freunde, die in Gestalt von Knaben mit roten Jacken in seinen Schornstein stiegen und ihm allerlei Vorräte zutrugen. Dafür stellte er ihnen abends Näpfchen mit süßer Milch auf den Heuboden.
- Sage vom Steinkreuz Lindstedt